# 迪齐·拉斯科

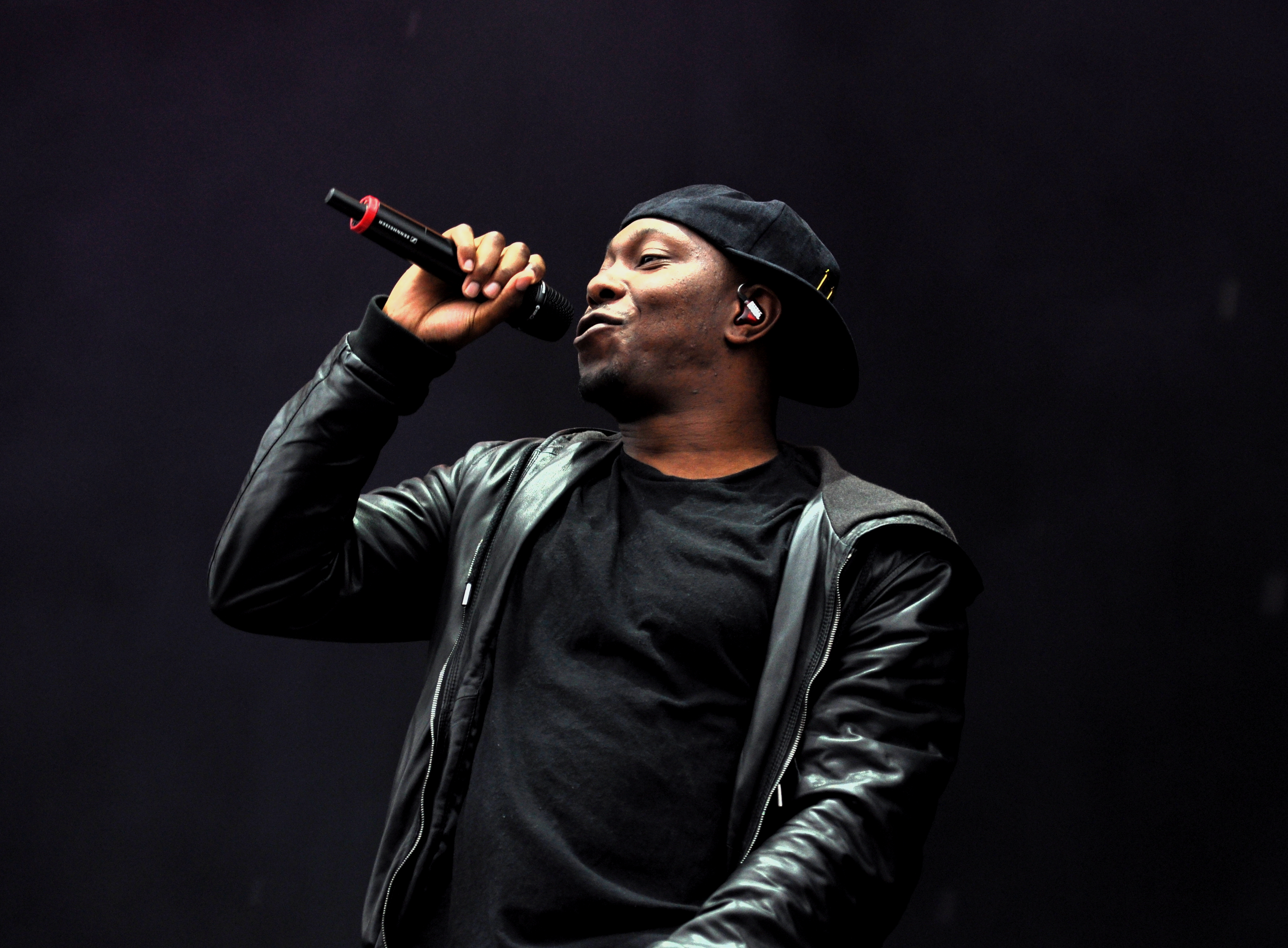

迪伦·夸贝纳·米尔斯，MBE（Dylan Kwabena Mills，1984年9月18日—），艺名迪齐·拉斯科（Dizzee Rascal），英國藉加納及尼日利亞裔黑人饒舌歌手，生於倫敦，2003年出道並活躍至今，以2008年單曲《Dance wiv Me》最為人熟識。